# Adam Pomieciński
Adam Pomieciński (ur. 1975) – polski etnolog, dr hab. nauk humanistycznych, profesor Wydziału Antropologii i Kulturoznawstwa Uniwersytetu im. Adama Mickiewicza w Poznaniu.

## Życiorys
W 1999 ukończył studia etnologiczne na Uniwersytecie im. Adama Mickiewicza w Poznaniu, natomiast 9 czerwca 2003 obronił pracę doktorską Reklama w kulturze współczesnej: perspektywa antropologiczna. 28 czerwca 2013 habilitował się na podstawie oceny dorobku naukowego i pracy zatytułowanej Alterglobaliści. Antropologia ruchu na rzecz globalnej sprawiedliwości. Został zatrudniony na stanowisku adiunkta w Instytucie Etnologii i Antropologii Kulturowej na Wydziale Historycznym Uniwersytetu im. Adama Mickiewicza w Poznaniu.
Objął funkcję profesora uczelni na Wydziale Antropologii i Kulturoznawstwa Uniwersytetu im. Adama Mickiewicza w Poznaniu oraz członka Komitetu Nauk Etnologicznych na I Wydziale Nauk Humanistycznych i Społecznych Polskiej Akademii Nauk.

## Publikacje
- 2007: Pomiędzy glokalizacją a świadomością globalną[2]
- 2009: Kontestacja globalizacji. Kulturowy wymiar alterglobalizmu[2]
- 2009: Lokalne wymiary globalizacji[2]
- 2013: Alterglobaliści. Antropologia ruchu na rzecz globalnej sprawiedliwości[2]